# Heliocopris japetus
Heliocopris japetus är en skalbaggsart som beskrevs av Johann Christoph Friedrich Klug 1855. Heliocopris japetus ingår i släktet Heliocopris och familjen bladhorningar. Inga underarter finns listade i Catalogue of Life.

## Bildgalleri

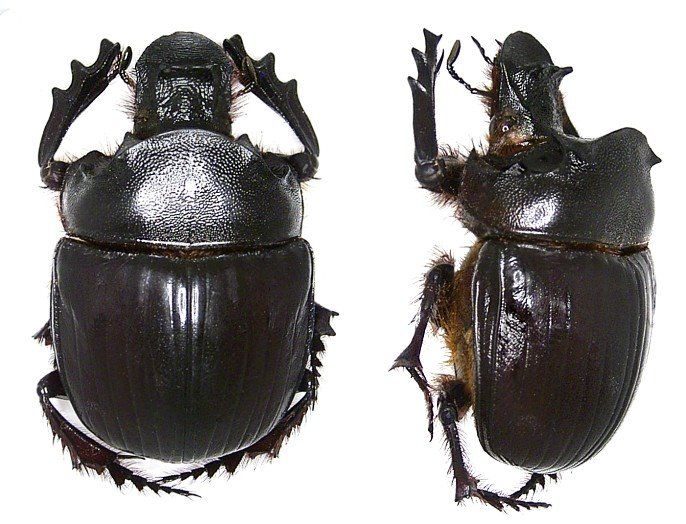